# بلین لوتکمیر
بلین لوتکمیر (به انگلیسی: Blaine Luetkemeyer) نمایندهٔ حوزه انتخابیه دهم میزوری از حزب جمهوری‌خواه ایالات متحده آمریکا در مجلس نمایندگان ایالات متحده آمریکا است که برای نخستین‌بار در ۱۴ ژانویه ۲۰۰۹ میلادی به‌عضویت این مجلس درآمد.